# Villavicencio de los Caballeros
Villavicencio de los Caballeros – gmina w Hiszpanii, w prowincji Valladolid, w Kastylii i León, o powierzchni 36,06 km². W 2011 roku gmina liczyła 248 mieszkańców.